# Micralarctia punctulatum
Micralarctia punctulatum là một loài bướm đêm thuộc họ Erebidae. Nó phân bố ở khu vực đông nam châu Phi, trung Phi và sông Gambia.
Ấu trùng loài này ăn khoai lang.

## Phân loài
- Micralarctia punctulatum punctulatum (Botswana, Malawi, Namibia, Zimbabwe)
- Micralarctia punctulatum auricinctum (Butler, 1897) (Angola, Democratic Republic of the Congo, Kenya, Malawi, Mozambique, Tanzania, Uganda, Zambia)
- Micralarctia punctulatum euproctina (Aurivillius, 1899 [1900]) (Angola, Cameroon, Ghana, Niger, Nigeria, Senegal, South Africa, Tanzania)
- Micralarctia punctulatum pura (Butler, 1878) (Democratic Republic of the Congo, Eritrea, Ethiopia, Kenya, Tanzania, Uganda)